# Rafael Montiel
Rafael Anibal Montiel Cuellar (* 28. Juni 1981 in Bogotá) ist ein kolumbianischer Radrennfahrer.
Rafael Montiel wurde 2005 Etappendritter bei der Vuelta Ciclista a la Republica del Ecuador. In der Saison 2006 holte er sich Podiumsplatzierungen auf den Etappen der Rundfahrten Clásica de Fusagasugá, Vuelta a Colombia und Clásico RCN. Seit 2007 fährt Montiel für das kolumbianische Continental Team Colombia Es Pasion. Bei der Vuelta a El Salvador feierte er seinen ersten Etappensieg und beendete die Rundfahrt auf dem zehnten Rang der Gesamtwertung.
Während der Vuelta a Colombia 2008, wo Montiel einen Etappensieg feierte, wurde er positiv auf Doping getestet und bis Mai 2010 gesperrt. Anschließend setzte er seine Radsportlaufbahn fort. 

## Erfolge
2007
- eine Etappe Vuelta a El Salvador
- eine Etappe Vuelta a Colombia
- eine Etappe Vuelta a Guatemala

2008
- eine Etappe Vuelta a Colombia

2010
- Mannschaftszeitfahren Vuelta a Colombia
- eine Etappe Vuelta a Guatemala

2011
- Mannschaftszeitfahren Vuelta a Colombia

2013
- eine Etappe Vuelta a Colombia

2015
- eine Etappe Tour of the Gila

## Teams
- 2007 Colombia es Pasión
- 2010 Ind Ant-Idea-Fla-Lot De Medellín
- 2011 Gobernación de Antioquia-Indeportes Antioquia
- 2012 Gobernación de Antioquia-Indeportes Antioquia
- 2013 Aguardiente Antioqueño-Lotería de Medellín
- 2014 Aguardiente Antioqueño-Lotería de Medellín
- 2015 Gobernación de Antioquia-Indeportes Antioquia